# Don't Let Go (album)
 (novembre 2017).
Si vous disposez d'ouvrages ou d'articles de référence ou si vous connaissez des sites web de qualité traitant du thème abordé ici, merci de compléter l'article en donnant les références utiles à sa vérifiabilité et en les liant à la section « Notes et références ».
Pour le film de 2019, voir Don't Let Go (film).
Albums de Jerry García Band
How Sweet It Is
(1997) Shining Star
(2001)
Albums par Jerry Garcia
The Pizza Tapes
(2000) Shining Star
(2001)
Don't Let Go est un double album live du groupe américain de rock Jerry García Band,  mené par Jerry Garcia des Grateful Dead, publié le 23 janvier 2001.
Cet album reprend les titres joués et enregistrés par le Jerry García Band à l'Orpheum Theatre (en) de San Francisco (Californie), le 21 mai 1976 ainsi que Mighty High, un titre joué le 11 septembre 1976 au Keystone (en) de Berkeley (Californie).
De janvier 1976 à août 1977, et donc pour cet opus, le groupe se compose de Jerry Garcia à la guitare et au chant, Keith Godchaux aux claviers, Donna Jean Godchaux au chant, John Kahn à la basse et Ron Tutt à la batterie.
Un autre album, Pure Jerry: Theatre 1839, July 29 and 30, 1977, sera également enregistré par cette formation.
Lors de ce concert, Jerry Garcia joue sur une guitare Travis Bean[réf. nécessaire].

## Liste des titres
| 1. | Sugaree                           | Robert Hunter, Jerry Garcia                 | 9:55  |
| 2. | They Love Each Other              | Hunter, Garcia                              | 8:32  |
| 3. | That's What Love Will Make You Do | James Banks, Eddy Marion, Henderson Thigpen | 9:56  |
| 4. | Knockin' on Heaven's Door         | Bob Dylan                                   | 11:07 |
| 5. | Sitting in Limbo                  | Plummer Bright, James Chambers              | 10:29 |
| 6. | Mission in the Rain               | Hunter, Garcia                              | 7:43  |
| 7. | Don't Let Go                      | Jesse Stone                                 | 16:04 |

| 1. | After Midnight                                                  | J.J. Cale                              | 11:01 |
| 2. | Strange Man                                                     | Dorothy Love Coates                    | 7:12  |
| 3. | Tore Up over You                                                | Hank Ballard                           | 9:28  |
| 4. | I'll Take A Melody                                              | Allen Toussaint                        | 15:10 |
| 5. | The Way You Do The Things You Do                                | Smokey Robinson, Robert "Bobby" Rogers | 7:12  |
| 6. | My Sisters and Brothers                                         | Charles Johnson                        | 6:41  |
| 7. | Lonesome And A Long Way From Home                               | Bonnie Bramlett, Leon Russell          | 14:27 |
|    | 'Titre bonus' (Live au Keystone de Berkeley, 11 septembre 1976) |                                        |       |
| 8. | Mighty High                                                     | David Crawford, Richard Downing        | 6:27  |

## Crédits
| - Jerry Garcia : guitare, chant - Donna Jean Godchaux : chant, chœurs - Keith Godchaux : claviers, chœurs - John Kahn : basse - Ron Tutt : batterie, chœurs | - Production : Jerry Garcia - Producteur délégué : Deborah Koons Garcia - Mastering : Jeffrey Norman - Enregistrement : Betty Cantor-Jackson] - Coordination : Cassidy Law - Photographie : Ed Perlstein |